# Chapalichthys
Chapalichthys – rodzaj ryb karpieńcokształtnych z rodziny żyworódkowatych (Goodeidae).

## Klasyfikacja
Gatunki zaliczane do tego rodzaju:
- Chapalichthys encaustus
- Chapalichthys pardalis
- Chapalichthys peraticus